# 罗浮五龙潭石刻
罗浮石刻，位于中国广东省惠州市博罗县罗浮山白鹤观五龙潭。“罗浮”摩崖石刻为罗浮山年代较早的一题石刻，位于白鹤观后五龙潭边石崖上，为南宋石刻。在其旁为“长寿涧”三字石刻，年代为北宋。1978年，列入博罗县文物保护单位。